# Albert Johanneson
Albert Louis Johanneson, född 13 mars 1940 i Germiston, Sydafrika, var en sydafrikansk före detta professionell fotbollsspelare.
Johanneson spelade 200 matcher och gjorde 68 mål, varav 172 ligamatcher och 48 ligamål, som vänsterytter i Leeds United och 26 ligamatcher och 3 ligamål för York City under en spelarkarriär som sträckte sig 12 år mellan 1960 och 1972.
Han blev den förste icke-vita spelare att spela i en FA-cupfinal då han representerade Leeds i FA-cupfinalen 1965 mot Liverpool FC, en match de dock förlorade med 1-2.
I januari 2019 hedrades Johanneson med en minnesplakett på Leeds Uniteds hemmaarena Elland Road.